# Nicole Farhi
Nicole Farhi CBE (* 25. Juli 1946 in Nizza) ist eine aus Frankreich stammende britische Modedesignerin, die seit 1983 unter ihrem Namen ein eigenes Modelabel betreibt und mehrfach ausgezeichnet wurde.

## Leben
Nicole Farhi studierte Design am Studio Berçot in Paris und arbeitete zunächst als freiberufliche Modedesignerin, bevor sie nach London ging, um dort zusammen mit Stephen Marks bei French Connection und Marks’ eigenem Modelabel zu arbeiten.
1983 gründete sie ihr eigenes Label. Darüber hinaus vertreibt ihr Label auch Haushaltswaren.
Für ihre Designs gewann sie 1989 den British Classis Award und 1995, 1996 sowie 1997 dreimal nacheinander den British Fashion Award for British Contemporary Designer.
Nicole Farhi ist seit 1992 mit dem britischen Dramatiker und Drehbuchautor David Hare verheiratet. 2007 wurde sie zum Commander des Order of the British Empire ernannt.